# Rivière Wapous
Ne doit pas être confondu avec Rivière Wapus.
La rivière Wapous est un affluent du réservoir Gouin, coulant dans le territoire de la ville de La Tuque, dans la région administrative de la Mauricie, au Québec, au Canada.
La rivière Wapous coule dans les cantons de Lindsay, de Berlinguet et de Déziel, soit presqu’à la limite nord-Est du territoire de La Tuque et à proximité de la limite de la région administrative de Saguenay-Lac-Saint-Jean. La foresterie constitue la principale activité économique de cette vallée ; les activités récréotouristiques, en second.
Une branche de route forestière dessert la partie supérieure de ce cours d’eau. Cette branche routière se relie à la route 212 laquelle contourne par le nord-est le réservoir Gouin et relie le village d’Obedjiwan et La Tuque.
La surface de la rivière Wapous est habituellement gelée de la mi-novembre à la fin avril, toutefois la circulation sécuritaire sur la glace se fait généralement du début décembre à la fin de mars.

## Géographie
Les bassins versants voisins de la rivière Wapous sont :
- côté nord : ruisseau Oskatcickic, ruisseau Townsend, rivière Normandin, lac Normandin, lac Buade ;
- côté est : lac Berlinguet, ruisseau Berlinguet, ruisseau Little, rivière du Loup Ouest, rivière Trenche Sud ;
- côté sud : rivière Atimokateiw, rivière Leblanc, réservoir Gouin (baie aux Brochets), rivière Jean-Pierre, lac Déziel ;
- côté ouest : réservoir Gouin, lac Magnan, lac McSweeney.

La rivière Wapous prend naissance à l’embouchure d’un lac non identifié (longueur : 0,4 km ; altitude : 526 m). L’embouchure de ce lac de tête est située à :
- 20,9 km au nord-est de l’embouchure de la rivière Wapous (confluence avec le réservoir Gouin) ;
- 46,1 km au nord-ouest du barrage à l’embouchure du réservoir Gouin (confluence avec la rivière Saint-Maurice) ;
- 51,8 km au nord-est du centre du village de Obedjiwan (aménagé sur une presqu’île de la rive nord du réservoir Gouin) ;
- 181,5 km au nord-ouest du centre-ville de La Tuque[2].

À partir de l’embouchure du lac de tête, le cours de la rivière Wapous coule sur 31,6 km selon les segments suivants :
- 2,2 km vers le sud en traversant le lac du Piège (altitude : 513 m), jusqu’à son embouchure ;
- 5,9 km vers le sud notamment en traversant le lac Froid (longueur : 1,0 km ; altitude : 490 m) sur sa pleine longueur et le lac de la Loupe (longueur : 1,4 km, altitude : 477 m) sur 0,5 km vers le sud-est, jusqu’à son embouchure. Le Lac de la Loupe chevauche les cantons de Lindsay et de Berlinguet ;
- 2,4 km vers le sud-est dans le canton de Berlinguet, en traversant le lac Premier (longueur : 1,4 km, altitude : 467 m) sur 1,4 km jusqu’à son embouchure) ;
- 1,3 km vers l’Oust, jusqu’à la limite est du canton de Linsay ;
- 12,0 km vers le sud-ouest, jusqu’à la limite nord du canton de Déziel ;
- 7,8 km vers le sud dans le canton de Déziel en formant un grand S en fin de segment, jusqu’à son   embouchure[3].

La confluence de la rivière Wapous avec la rivière Normandin est située à :
- 5,0 km au nord de l’embouchure du lac Déziel ;
- 34,9 km au nord-ouest du barrage du réservoir Gouin (tête de la rivière Saint-Maurice) ;
- 87,2 km au nord-ouest du centre du village de Wemotaci ;
- 174,2 km au nord-ouest du centre-ville de La Tuque ;
- 283,7 km au nord-ouest de l’embouchure de la rivière Saint-Maurice (confluence avec le fleuve Saint-Laurent à Trois-Rivières).

La rivière Wapous se déverse sur la rive est du lac Déziel lequel constitue une extension vers l'est du réservoir Gouin. À partir de la confluence de la rivière Wapous avec  le lac Déziel, le courant traverse généralement vers le sud le réservoir Gouin : 5,4 km en traversant vers le sud le lac Déziel jusqu’à son embouchure ; 38,8 km vers le sud via la baie Kikendatch jusqu’au barrage Gouin dans le canton de Levasseur.

## Toponymie
Jadis, ce cours d’eau a été désigné rivière Castor Noir.
Le toponyme rivière Wapous a été officialisé le 5 décembre 1968 à la Commission de toponymie du Québec, soit lors de sa création,